# Зимовий пейзаж з мисливцем
Зимовий пейзаж з мисливцем  (англ. Wuldens Winter Landscape) — картина фламандського художника Яна Вільденса (1586 - 1653).

## Опис твору
Декотрий час картини із зимовими пейзажами були розповсюдженими сюжетами для майстрів Півночі. Їх створювали Гендрик Аверкамп, Лукас ван Фалькенборх, Адріан ван де Вельде, Ян ван Гойєн, Гейсбрехт Лейтенс.
Серед творів митців Південних Нідерландів вони зустрічались нечасто. Серед їх творців — Ян Вільденс. Але він підходив до їх створення не з позицій митця, що насичує картинний простір безліччю дрібниць, а монументально. Данину подробицям він віддавав у літніх краєвидах з деревами.  Мисливця подано у повний зріст і на передньому плані. Він у оточенні трьох мисливських собак і вже уполював зайця. Фігуру мисливця, розташовану праворуч, в композиції картини урівноважує купа великих дерев ліворуч. Зимовий пейзаж слугує лише тлом для масштабно вирішеної композиції. Яна Вільденса вважають майстром пейзажів. Він і справді співпрацював із низкою фламандських художників над створенням сумісних картин, де малював пейзажні краєвиди. 
В картині «Зимовий пейзаж з мисливцем» він доводив, що самотужки здатен створити усі деталі без співпраці з іншим майстром.